# Johanna Bayer
Johanna Bayer (* 23. Januar 1915 in Berlin; † 5. Februar 2000 in Graz) war eine österreichische Politikerin (ÖVP).

## Leben
Johanna Bayer besuchte das Realgymnasium in Mödling und studierte von 1933 bis 1937 an der Hochschule für Bodenkultur (Doktorat in Milchwirtschaft). Sie beantragte am 15. Mai 1938 die Aufnahme in die NSDAP und wurde rückwirkend zum 1. Mai desselben Jahres aufgenommen (Mitgliedsnummer 6.136.513), was auf eine Tätigkeit als „Illegale“ schließen lässt. Von 1938 bis 1942 war sie Vorstand der Landfrauenabteilung der Landesbauernschaft Steiermark. Im Jahr 1948 war die Kammerbeamtin Referentin in der Landeskammer für Land- und Forstwirtschaft Steiermark, 1960 Abteilungsleiterin in der Landeskammer für Land- und Forstwirtschaft Steiermark. 1961 wurde ihr der Titel Oberlandwirtschaftsrat verliehen. Außerdem war sie stellvertretende Landesleiterin der Österreichischen Frauenbewegung Steiermark.
Von 1953 bis 1957 war sie Mitglied des Bundesrates, von 1957 bis 1973 Abgeordnete zum Nationalrat.

## Auszeichnungen
- 1965: Großes Silbernes Ehrenzeichen für Verdienste um die Republik Österreich[3]